# Streltzoviella
Streltzoviella is een geslacht van vlinders uit de familie van de Houtboorders (Cossidae). De wetenschappelijke naam en de beschrijving van dit geslacht zijn voor het eerst gepubliceerd in 2006 door Roman Viktorovitsj Jakovlev.
De soorten van dit geslacht komen voor in Oost-Azië.

## Soorten
- Streltzoviella insularis (Staudinger, 1892)
- Streltzoviella owadai Yakovlev, 2011